# Không kích vào Nhật Bản
Các lực lượng đồng minh đã tiến hành nhiều cuộc không kích vào Nhật Bản  trong Thế chiến II, gây ra sự hủy diệt trên diện rộng cho các thành phố của đất nước và giết chết từ 241.000 đến 900.000 người. Mục đích của các cuộc không kích, được thực hiện từ giữa năm 1944 cho đến khi kết thúc chiến tranh là phá hủy các cơ sở công nghiệp của Nhật Bản và gây áp lực tâm lý cho xã hội và buộc nước này phải đầu hàng mà không phải xâm chiếm.
Trong giai đoạn đầu, sau cuộc tấn công của Nhật vào Trân Châu Cảng, các cuộc tấn công bị giới hạn trong cuộc đột kích Doolittle ở Tokyo vào tháng 4 năm 1942 và được thực hiện từ giữa năm 1943 trong một cuộc tấn công quy mô nhỏ vào các căn cứ quân sự ở Quần đảo Kuril. Một cuộc không kích quy mô lớn hơn bắt đầu vào giữa năm 1944 và kéo dài cho đến khi kết thúc chiến tranh vào tháng 8 năm 1945. Năm 1945, không quân Anh cũng tham gia vụ đánh bom.
Chiến dịch trên không của hàng không Mỹ chống lại Nhật Bản bắt đầu vào giữa năm 1944, và tăng cường vào những tháng cuối của cuộc chiến. Mặc dù các kế hoạch tấn công Nhật Bản đã được chuẩn bị trước chiến tranh, tuy nhiên, các cuộc tấn công không thể diễn ra cho đến khi máy bay ném bom hạng nặng tầm xa của B-29 Superfortress sẵn sàng. Trong khoảng thời gian từ tháng 6 năm 1944 đến tháng 1 năm 1945, những chiếc B-29 đóng tại Ấn Độ đã bay đến các sân bay Trung Quốc, từ đó chúng được cho là thực hiện các cuộc tuần hành chống lại Nhật Bản, nhưng nó đã kết thúc trong thất bại. Các cuộc bắn phá chiến lược đã đạt được động lực vào tháng 11 năm 1944 sau khi chiếm được Saipan, Tinian và đảo Guam, do kết quả một cuộc phản công của không quân Nhật vào quần đảo Mariana, căn cứ không quân được bảo vệ chặt chẽ hơn. Ban đầu, các khu công nghiệp trên các đảo Nhật bị tấn công, nhưng từ tháng 3 năm 1945, các khu vực đô thị trở thành mục tiêu của các cuộc không kích, vì hầu hết nguồn lực vật chất được người Nhật sản xuất trong các xưởng nhỏ và nhà riêng. Trong những tháng cuối của cuộc xung đột, các máy bay của quân Đồng minh cất cánh từ hàng không mẫu hạm và quần đảo Riukiu đang thực hiện các cuộc tấn công để hỗ trợ cuộc xâm lược của Nhật Bản đã lên kế hoạch vào tháng 10.
Vào đầu tháng 8, các thành phố Hiroshima và Nagasaki gần như bị phá hủy hoàn toàn bởi bom nguyên tử. Những người bảo vệ không thể ngăn chặn các cuộc tấn công của quân Đồng minh. Số lượng máy bay chiến đấu và súng phòng không trên các đảo nhà là không đủ, và hầu hết các máy bay và súng đều gặp khó khăn khi đạt đến độ cao B-29 hoạt động. Thiếu nhiên liệu, đào tạo phi công không đầy đủ và phối hợp hoạt động kém giữa các đơn vị phòng không, không quân cũng làm suy yếu hiệu quả phòng thủ. Các thành phố của Nhật Bản không được chuẩn bị cho các cuộc tấn công với việc sử dụng bom gây cháy, đội cứu hỏa thiếu thiết bị và huấn luyện, và hơn nữa, có quá ít nơi trú ẩn cho dân thường. Nhờ đó, máy bay ném bom B-29 đã có thể thực hiện ném bom hiệu quả mà không mất quá nhiều. Các cuộc đột kích đã gây ra sự tàn phá của nhiều thành phố Nhật Bản và cái chết từ 241.000 đến 900.000 người, cùng với sự phong tỏa rất hiệu quả của Nhật Bản đã buộc chính quyền nước này phải đưa ra quyết định đầu hàng. Do đó, việc bắn phá các đảo của Nhật Bản là một trong những yếu tố ngăn chặn cuộc xâm chiếm đất liền của Mỹ đối với các đảo chủ của Đế quốc Nhật Bản, ước tính mang lại khoảng 6 triệu thương vong cho dân thường Nhật Bản và khoảng 1 triệu thương vong cho lực lượng xâm lược Hoa Kỳ.
Mặc dù các vụ đánh bom đồng minh là một trong những yếu tố chính khiến chính quyền Nhật Bản đưa ra quyết định đầu hàng vào giữa tháng 8 năm 1945, nhưng sau chiến tranh, chủ đề tranh chấp về khía cạnh đạo đức của họ và tính hợp pháp của việc sử dụng vũ khí hạt nhân vẫn còn gây tranh cãi.